# Contramaestre (Cuba)
Pour les articles homonymes, voir Contramaestre.
Contramaestre est une ville et une municipalité de Cuba dans la province de Santiago de Cuba.

## Géographie

### Situation
La municipalité est dans le sud de l'île de Cuba, dans l'ouest de la province de Santiago de Cuba et sur le côté nord de la sierra Maestra.
La ville est à 786 km sud-est de La Havane et 80 km nord-ouest de sa capitale de province Santiago de Cuba, sur la Carretera Central entre Bayamo (47 km ouest) et Santiago de Cuba.

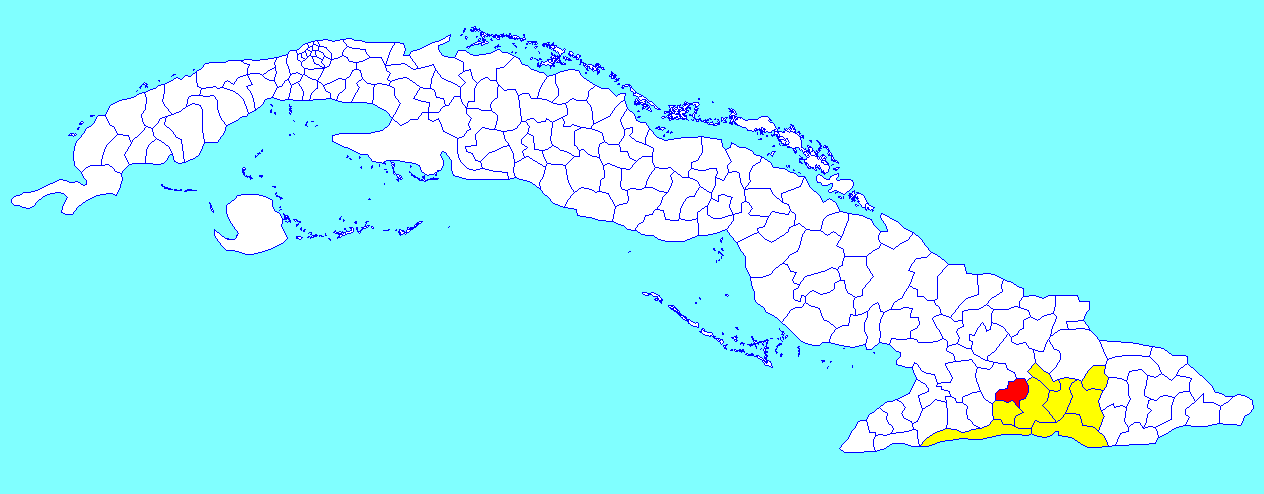
Municipalité de Contramaestre dans la province de Santiago de Cuba

### Divisions administratives
La municipalité inclut 15 consejos populares : 
- Frank País García
- Lumumba
- Maffo
- América
- Laguna Blanca
- Los Pasos de Xavier
- Guaninao
- Pueblo Nuevo
- La Torcaza
- Baire
- El Acantilado
- Pino de Baire
- Los Negros
- Bungo - La Venta
- Ruta Martiana

## Population
En 2022, la population était estimée à 104 334 habitants ; pour une surface de 682,3 km2, la densité de population est de 152,9 habitants/km².